# Stupino
Stupino (russisch Ступино) ist eine Stadt mit 66 816 Einwohnern (Stand 14. Oktober 2010) und Zentrum des gleichnamigen Rajons in Russland in der südlichen Oblast Moskau.

## Lage
Stupino liegt rund 88 km südlich von Moskau, unweit des linken Oka-Ufers. Nahe an der Stadt verläuft die Fernstraße M 4 sowie die Eisenbahnlinie Moskau Pawelezkaja – Lipezk. Die nächstgelegene Stadt ist Kaschira etwa 10 km südlich von Stupino am gegenüberliegenden Oka-Ufer.

## Geschichte
Erste Erwähnung der Ortschaft Stupinski stammt aus dem Jahr 1507, jedoch bestand auf dem Gebiet der heutigen Stadt noch im 15. Jahrhundert das orthodoxe Dreifaltigkeitskloster auf dem Weißen Sand (russ.: Троицкий Белопесоцкий монастырь).
Die heutige Stadt Stupino entstand erst in den 1930er-Jahren zunächst als Arbeitersiedlung der hiesigen Eisenbahnwerkstätten. Im Jahr 1938 erhielt sie dann Stadtrechte. 2004 wurde die städtische Siedlung Prioksk nach Stupino eingemeindet.

### Bevölkerungsentwicklung
| Jahr | Einwohner |
| ---- | --------- |
| 1939 | 18.980    |
| 1959 | 45.295    |
| 1970 | 59.340    |
| 1979 | 69.999    |
| 1989 | 74.476    |
| 2002 | 63.124    |
| 2010 | 66.816    |

Anmerkung: Volkszählungsdaten

## Wirtschaft
Zu den Hauptbetrieben der Stadt zählt das Metallurgiekombinat SMK, das 1940 gegründet wurde und während des Kalten Krieges stark auf Rüstungsproduktion ausgerichtet war. Heute spezialisiert es sich vor allem auf der Fertigung von Legierungen für den industriellen Bedarf.
Seit 1995 befindet sich in Stupino eine Süßwarenfabrik der Mars Incorporated und seit 1998 ein Molkereiwerk der Campina GmbH & Co. KG. Ferner gibt es in der Stadt Betriebe aus dem Bereich des Maschinenbaus, der Baustoff- und der Keramikherstellung.

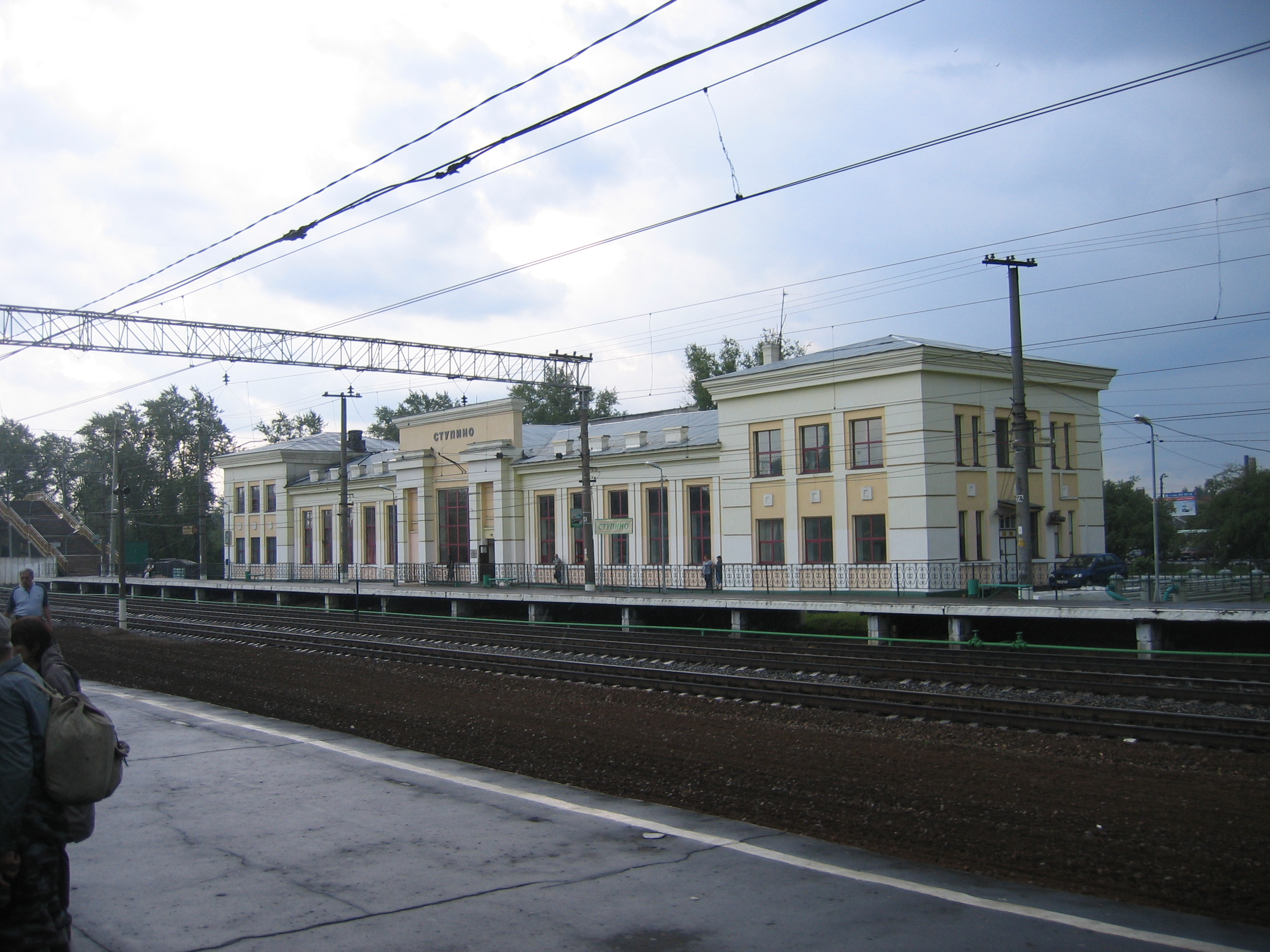
Bahnhof Stupino an der Strecke Moskau–Lipezk
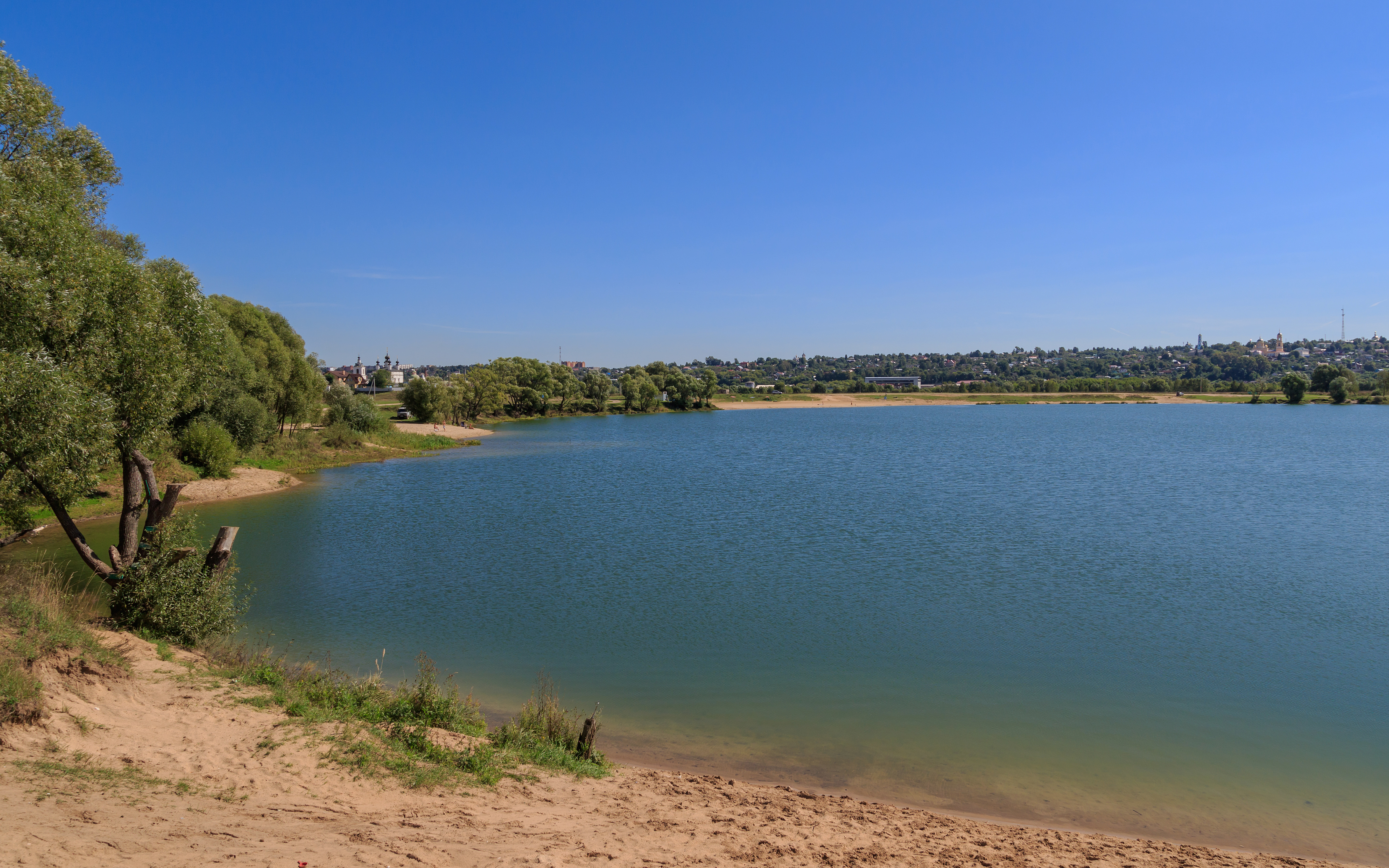
Baggersee in Stupino
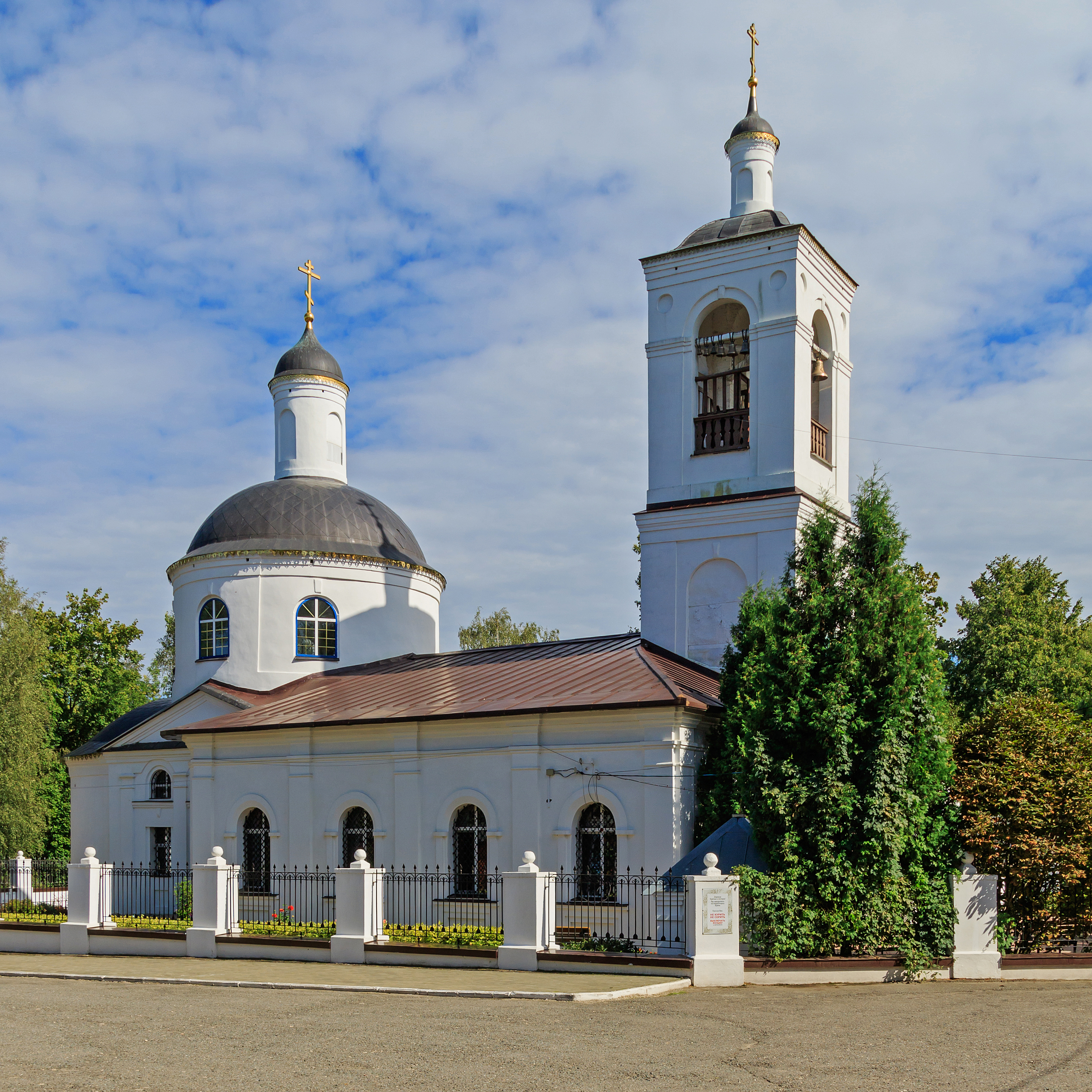
Kirche der Gottesmutter von Tichwin
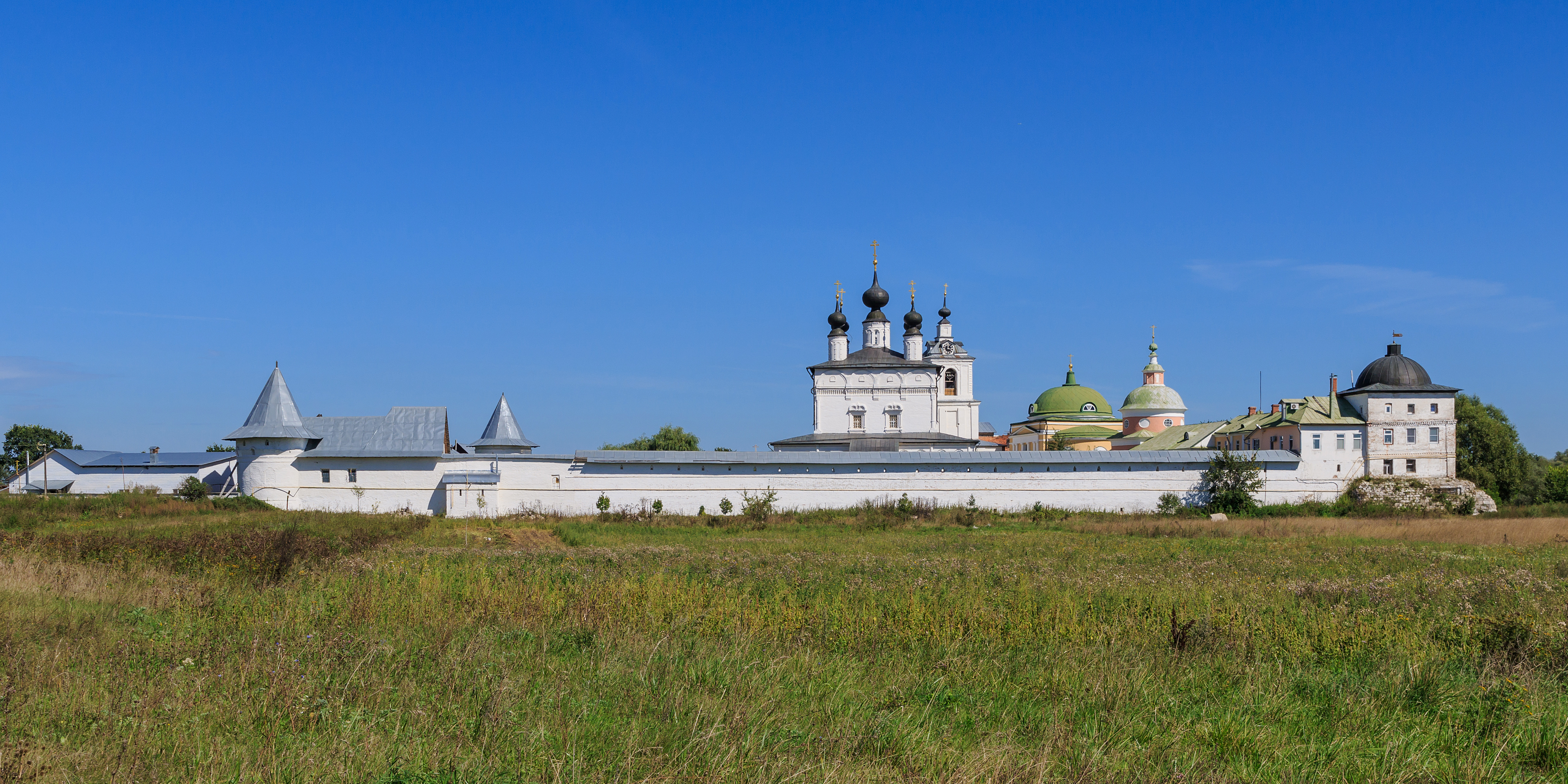
Dreifaltigkeitskloster

## Sport
Der Eishockeyverein Kapitan Stupino spielt in der zweithöchsten russischen Spielklasse.

## Städtepartnerschaften
- N’Djamena, Tschad[2]
- Telgte, Deutschland (seit 28. Mai 1995)
- Wizebsk, Belarus

## Söhne und Töchter der Stadt
- Emma Gaptschenko (1938–2021), Bogenschützin
- Jewgenija Lissizyna (* 1942), lettische Organistin